# لوگان مارتین
لوگان مارتین (انگلیسی: Logan Martin؛ زادهٔ ۲۲ نوامبر ۱۹۹۳) دوچرخه‌سوار اهل استرالیا است.
وی در مسابقات کشوری و بین‌المللی در مجموع برندهٔ ۳ مدال طلا، ۱ مدال نقره شده‌است.